# ФК Атлетико Паранаинсе
ФК Атлетико Паранаинсе (порт. Clube Atlético Paranaense) је бразилски фудбалски клуб из Куритибе, Парана. Основан је 26. марта 1924. године и тренутно се такмичи у Серији А.
Клуб је настао као резултат спајања два дотадашња старија фудбалска клуба из Куритибе, Интернасионала (1912) и Америке (1914).

## Успеси

### Домаћи
- Серија А Бразила:

Првак (1): 2001.
Вицепрвак (1): 2004.
- Куп Бразила:

Освајач (1): 2019.
Финалиста (2): 2013, 2021.
- Серија Б Бразила:

Првак (1): 1995.
- Првенство Паранаинсе (првенство државе Парана):

Првак (28): 1925, 1929, 1930, 1934, 1936, 1940, 1943, 1945, 1949, 1958, 1970, 1982, 1983, 1985, 1988, 1990, 1998, 2000, 2001, 2002, 2005, 2009, 2016, 2018, 2019, 2020, 2023, 2024.
- Куп Паране:

Освајач (2): 1998, 2003.

### Међународни
- Копа Судамерикана:

Првак (2): 2018. 2021.
- Првенство Суруга банке

Првак (1): 2019.